# Francesca Bettrone
Francesca Bettrone (Venezia, 5 agosto 1991) è una pattinatrice di velocità su ghiaccio italiana.
Nel 2012 ha conquistato il titolo di campionessa italiana sulla pista di pattinaggio di velocità a Baselga di Piné, davanti a Tea Ravnic e Elisa Baitella. Il 24 novembre 2012 giunse ottava nella seconda giornata di Coppa del Mondo a Kolomna. Nel 2013 conquista l'argento al campionato nazionale a Baselga di Pinè, alle spalle di Francesca Lollobrigida. Ha partecipato ai campionati mondiali di pattinaggio del 2013, dove si è piazzata al 23º posto.
Nel 2018 partecipa ai XXIII Giochi olimpici invernali, dove giunge 25ª nei 1500 m.